# Costa d'Avorio
La Costa d'Avorio, ufficialmente Repubblica della Costa d'Avorio (in francese République de Côte d'Ivoire), è uno Stato indipendente dell'Africa occidentale.
Confina a ovest con la Liberia e la Guinea, a nord con il Mali e il Burkina Faso, a est con il Ghana e a sud è bagnata dalle acque del golfo di Guinea.
La Costa d'Avorio è una repubblica semi-presidenziale con capitale amministrativa a Yamoussoukro, ma la sua città più estesa e popolata, e più importante dal punto di vista economico, è Abidjan. La lingua ufficiale è il francese, ma esistono diverse lingue locali come il baulé e lo djoula.
Il Paese è conosciuto in italiano come Costa d'Avorio e corrispondentemente tradotto in altre lingue: Elfenbeinküste in tedesco, Costa de Marfil in spagnolo, Ivory Coast in inglese, Ebur-Bordo in esperanto, Ακτή Ελεφαντοστού (Aktí Elefantostoý) in greco, Fildişi Sahilleri in turco e così via. Nell'ottobre 1985 il governo ivoriano chiese che il Paese fosse conosciuto in ogni lingua come Côte d'Ivoire. Infatti, secondo la legge nazionale, il nome del Paese non può essere tradotto dal francese. Il nome continua a essere tradotto comunemente nelle varie lingue. La Costa d'Avorio fa, tuttavia, applicare questa sua volontà in ambiti ufficiali, come nell'ONU, dove il nome non è mai tradotto, neanche in inglese.

## Storia
La Costa d'Avorio, ex colonia francese, ha ottenuto l'indipendenza il 7 agosto 1960. Il suo presidente fondatore è stato Félix Houphouët-Boigny, in carica fino al 1993.

## Geografia

### Morfologia
La Costa d'Avorio è un paese dell'Africa occidentale. La zona sud-occidentale è caratterizzata dalla presenza di scogli, baie e promontori rocciosi; quella sud-orientale è percorsa da grandi e profonde lagune, gran parte delle quali risulta inaccessibile all'oceano a causa della presenza di piccoli arcipelaghi sabbiosi che formano una barriera naturale tra la zona litoranea e l'oceano aperto.
L'entroterra è caratterizzato da fitte foreste pluviali, dimora e rifugio di più di 200 specie di piante. Le foreste digradano rapidamente verso nord lasciando il posto a una vegetazione più rada, tipica delle savane.
Gli unici rilievi presenti si trovano nelle regioni occidentali di Man e Odienné, tra cui spiccano i monti Nimba, alti più di 1750 m.

### Fiumi
I fiumi principali sono il Bandama, il Sassandra e il Comoé, nessuno dei quali navigabile poiché interrotti in più punti da rapide o soggetti a siccità durante la stagione secca. Si dovette attendere il 1950 perché venisse costruito il primo canale, nella laguna Ebrié, ad Abidjan.

### Clima
Il clima della Costa d'Avorio è caldo e umido, subequatoriale sulla costa meridionale, tropicale nel centro e arido nella parte settentrionale.
Il clima subequatoriale è caratterizzato da temperature costanti (tra 25 e 30 °C), un forte tasso di umidità (80-90%) e precipitazioni abbondanti (1766 mm ad Abidjan, 2129 mm a Tabou). Ci sono due stagioni secche e due umide. La stagione secca principale, calda, inframmezzata da qualche pioggia, va da dicembre ad aprile. La stagione secca più breve va da agosto a settembre. Le stagioni piovose invece vanno da maggio a giugno (quella più lunga) e da ottobre a novembre (quella più breve).
Il clima tropicale della savana umida copre il nord della zona delle foreste e il sud della regione delle savane. Le temperature vanno dai 14 ai 33 °C con un'umidità tra 60 e 70% e precipitazioni consistenti (1200 mm a Bouaké). Si distinguono quattro stagioni: due secche, da novembre a marzo e da luglio ad agosto, e due piovose, da settembre a ottobre e da marzo a giugno.
Il clima della savana presenta escursioni termiche, giornaliere e annuali, più significative, nell'ordine di 20 °C e un tasso di umidità che va dal 40 al 50%. La zona è caratterizzata dalla presenza intermittente, tra dicembre e febbraio, di un vento freddo e secco, l'harmattan. Si distinguono due stagioni: una secca da novembre a giugno, con qualche sporadica pioggia nel mese di aprile, e una piovosa, da luglio a ottobre.

## Società

### Demografia
La popolazione, come in quasi tutti i paesi in via di sviluppo, ha conosciuto negli ultimi decenni un costante e rapido aumento. Nei censimenti effettuati nel 1975, 1988 e 1998 gli abitanti erano rispettivamente 6 709 600, 10 815 694 e 15 366 672. Nel 2012 si stima fossero 23 202 000. L'aumento della popolazione è sostenuto anche dall'immigrazione dai paesi vicini, primo tra tutti il Burkina Faso, già nel censimento del 1998 la percentuale di stranieri residenti era del 26%.

### Etnie

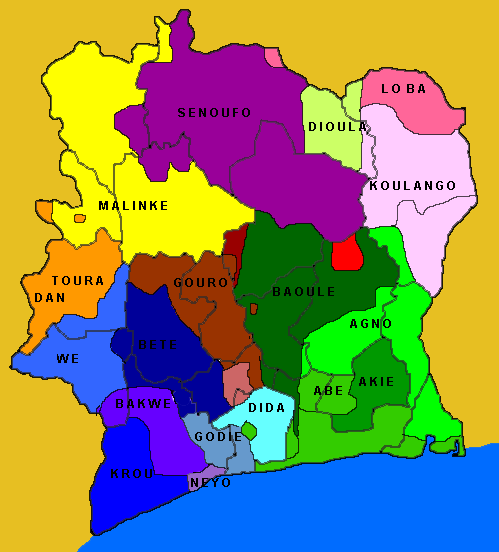
Localizzazione dei principali gruppi etnici della Costa d'Avorio

La popolazione odierna della Costa d'Avorio appartiene a 62 gruppi etnici, raggruppabili in cinque grandi ceppi accomunati da caratteristiche socio-culturali o etno-linguistiche: Akan, i Gur o Voltaici (come i Senufo), Kru, Mandé del Nord e Mandé del Sud.

Gli Akan sono il gruppo etnico maggiore (42,1% della popolazione) e si trovano prevalentemente nelle regioni orientali e centrali dello stato.
I gruppi principali, per quanto riguarda le regioni settentrionali, sono i Mandé del Nord (16,5% della popolazione) e i Voltaici (17,6%). Anche se questi gruppi etnici sono originari del Nord, molte persone che vi appartengono vivono oggi nelle regioni meridionali del Paese; ad esempio, circa il 23% dei Mandé del Nord vive ad Abidjan.
Nelle regioni occidentali la popolazione si divide tra i gruppi etnici dei Kru (12,7%) e dei Mandé del Sud (10%).
Dagli anni quaranta, agli autoctoni del paese si aggiunsero i lavoratori provenienti dal Burkina Faso, che si installarono nelle piantagioni di caffè e di cacao. Anche dopo l'abolizione del lavoro forzato la Costa d'Avorio continuò ad attrarre ondate di migranti dai paesi limitrofi. Félix Houphouët-Boigny favorì questo flusso introducendo la legge di libera proprietà della terra, con lo slogan "the land belongs to those that develop it" (la terra appartiene a coloro che la sviluppano).
Oggi gli stranieri ammontano a circa il 25% della popolazione ivoriana e appartengono principalmente al gruppo etnico dei Voltaici e dei Mandé del Nord. Di questi, circa il 50% è nato nel Paese. Nel Paese si riscontra anche la presenza di cittadini di origine francese e libanese.
Di fondamentale importanza, sempre nel merito della differenziazione etnica all'interno della Costa d'Avorio, il concetto di ivoirité (ivorianità). Coniato nel corso della metà degli anni novanta, esso segna una linea di demarcazione fra i cittadini che appartengono alla tradizione socio-culturale nazionale e coloro che vi sono estranei. Suo promotore fu Henri Konan Bédié, capo politico del Partito Democratico della Costa d'Avorio, che per mezzo di un gruppo di lavoro di intellettuali indigeni riuscì a sviluppare questo sistema di identificazione, delineando così le caratteristiche proprie -secondo questo pensiero- del popolo ivoriano. Questo provocò la guerra civile e il colpo di Stato del 2000, con la divisione tra Nord musulmano e Sud cristiano.

### Lingue
La lingua ufficiale della Costa d'Avorio è il francese che è parlato da circa il 70% della popolazione. Il restante 30% parla altre lingue locali; le più diffuse sono il baulé, il dioula e l'agni.

### Religioni
La religione tradizionale è l'islam, diffuso in circa il 43% della popolazione. A seguire i cattolici con il 17%, gli evangelici con il 12%, gli animisti con il 4%. Il restante 24% pratica altre religioni o si dichiara ateo.

### Suddivisione amministrativa
La Costa d'Avorio si articola in cinque distinte suddivisioni territoriali:
- 14 distretti, istituiti nel 2011;
- 31 regioni, che hanno costituito la suddivisione di primo livello del Paese fino al 2011, quando sono divenute articolazioni dei distretti;
- 105 dipartimenti;
- 510 sottoprefetture;
- più di mille comuni e ottomila villaggi.

### Città principali
Due sono le città principali: Abidjan, capitale economica del paese e l'odierna capitale Yamoussoukro.

### Università
L'Università Félix Houphouët-Boigny, che prende il nome dal primo Presidente della Costa d'Avorio Félix Houphouët-Boigny è stata fondata nel 1958.

## Politica
Dal 1983 la capitale ufficiale è Yamoussoukro; comunque, Abidjan resta il centro amministrativo. La maggior parte dei paesi mantiene la propria ambasciata ad Abidjan. La popolazione ha sofferto per lo stato di guerra civile vissuto dopo la morte del presidente Félix Houphouët-Boigny e le politiche xenofobe introdotte con il concetto di "ivorianità" (ivoirité) dal successivo presidente Henri Konan Bédié. Ora la guerra civile è finita e il presidente eletto Alassane Ouattara si è insediato nel maggio 2011 dopo l'arresto di Laurent Gbagbo, il quale si era rifiutato di cedere il potere causando la guerra civile del 2010. L'ex presidente è stato recluso presso la Corte Penale Internazionale con l'accusa di crimini contro l'umanità e assolto nel gennaio 2019., mentre la moglie Simone Gbagbo è stata condannata a 20 anni di reclusione dalla Corte di Giustizia di Abidjan ed è accusata dalla Corte Penale Internazionale di crimini contro l'umanità essendo a capo degli "squadroni della morte". Attualmente vi è una fase di stabilità politica e il tentativo di consolidare le basi democratiche, supportata anche da una importante crescita economica a partire dal 2011. Nell'ottobre del 2015 si sono svolte le prime elezioni politiche dopo la guerra civile del 2010, presiedute dalla Commissione elettorale indipendente si sono caratterizzate per il contesto pacifico con una partecipazione del 54,63% e la riconferma del Presidente uscente Alassane Ouattara.

## Economia
La Costa d'Avorio possiede una delle economie più prospere dell'Africa, benché fragile poiché basata principalmente sull'esportazione di materie prime.
Il suo mercato dipende pesantemente dal settore agricolo; infatti quasi il 70% del popolo ivoriano è impiegato in qualche forma di attività agricola. Conseguentemente, l'economia è altamente sensibile alle fluttuazioni dei prezzi internazionali di questi prodotti e alle condizioni meteorologiche.
Dall'indipendenza del 1960 fino ai primi anni ottanta il paese godette di un lungo periodo di notevole sviluppo economico, conquistandosi in tal modo un posto tra i paesi in via di sviluppo a medio reddito. Negli anni successivi l'economia subì però un forte arresto a causa del crollo dei prezzi dei principali prodotti d'esportazione e subì ulteriori danni a causa della siccità che interessò il paese. Fu inaugurato un programma di privatizzazione e il governo tentò, senza successo, di differenziare l'economia nazionale. Nonostante tutti questi sforzi, la Costa d'Avorio continuò a dipendere ancora in gran parte dall'agricoltura e dalle attività a essa collegate; a tutt'oggi quelle stesse attività danno lavoro a circa il 68% della popolazione del paese.
Oltre a caffè, cacao e olio di palma, lo stato produce ed esporta grandi quantità di banane e ananas (soprattutto nell'Unione europea), noci, canna da zucchero, cotone, sesamo, copra, arachidi e caucciù. Ma è anche produttore di manioca, riso, mais, miglio, patate dolci e sorgo, destinati soprattutto al consumo locale.
Un altro settore di notevole rilevanza divenne, a partire dal 1977, quello manifatturiero, grazie soprattutto alla scoperta di giacimenti di petrolio al largo della costa, notevolmente incrementati dagli anni 2000.
Il principale legname destinato all'esportazione è il mogano e, per quanto riguarda le estrazioni minerarie, bisogna segnalare la presenza di notevoli quantità di diamanti, manganese, nichel, bauxite e oro.
Nel 2012 il PIL pro capite (PPA) raggiungeva i 1 707 dollari.
Molto sviluppata è la pesca, soprattutto per quanto riguarda il tonno, lavorato ed esportato anche all'estero.

## Ambiente

### Flora
La foresta Tai è un parco nazionale di interesse scientifico che si estende su un territorio di 3500 km² nella regione sud-occidentale della Costa d'Avorio, ai confini con la Liberia. Rappresenta l'ultima porzione intatta della grande distesa di alberi.

### Fauna
La fauna indigena comprende bufali, scimpanzé e altri primati, antilopi e gazzelle di vario genere, fra cui alcune delle specie tipiche della foresta tropicale africana come il bongo e i vari cefalofi "duikers" fra cui il raro cephalophus zebra, e diverse specie di rettili fra cui serpenti anche velenosi. Gli elefanti sono invece quasi estinti.

## Cultura

### Arte
L'arte della Costa d'Avorio si contraddistingue per le peculiarità delle varie popolazioni che la abitano.

Per i Baulé e per i Guro la produzione artistica è strettamente collegata sia alle esigenze agricole sia alla tradizionale religione ancestrale e quindi tipiche sono sia le maschere, raffiguranti animali legati all'alimentazione, sia quelle rappresentanti figure umane impreziosite da elementi simbolici, come il sole, la fecondità e la potenza.

Per gli Agni, invece, le sculture in terracotta, rappresentanti teste o figure di antenati illustri rappresentano la massima espressione artistica.

### Patrimoni dell'umanità
Diversi siti della Costa d'Avorio sono iscritti nella Lista dei patrimoni dell'umanità dell'UNESCO.

### Musica

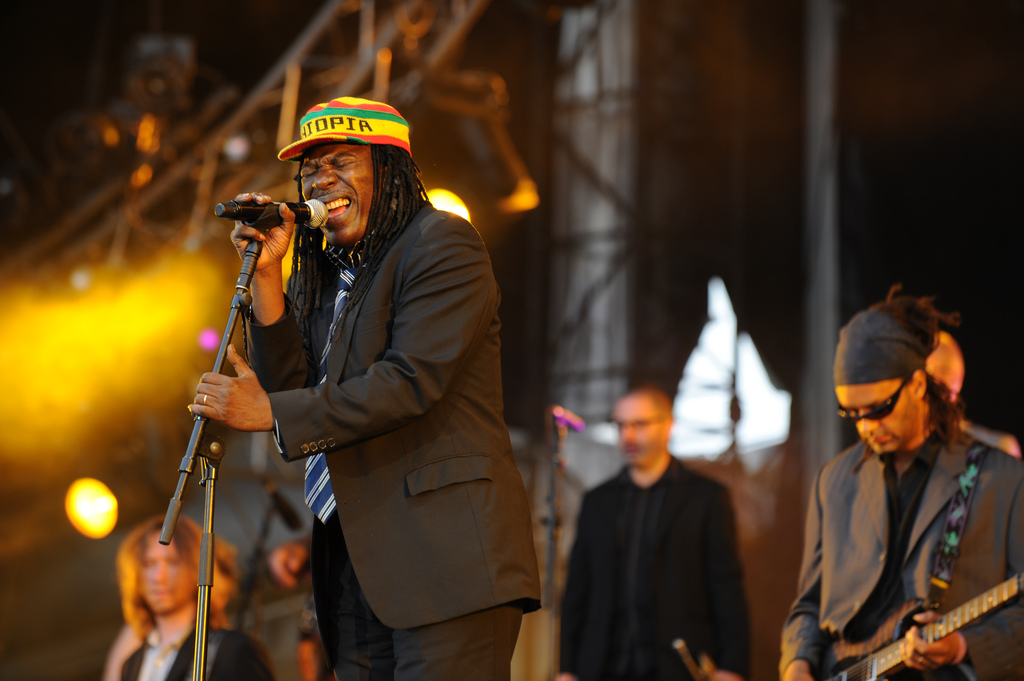
Alpha Blondy.

Nel panorama musicale della Costa d'Avorio spicca la figura di Alpha Blondy, noto esponente del genere musicale Reggae.

### Cinema
In ambito cinematografico tra i registi ivoriani premiati spicca Roger Gnoan M'Bala, autore,tra l'altro del film storico, drammatico Adanggaman (2000). Altri registi noti sono Sidiki Bakaba, autore del film Il nous faut l'Amérique ! e Michaël Konan Mikayo, autore della serie televisiva ivoriana Docteur Boris, presentati al Festival di cinema africano di Verona 2008. Il film Bianco e nero a colori, del regista Jean-Jacques Annaud ha, inoltre, vinto, nel 1977, l'Oscar al miglior film straniero. Un altro film La Nuit des rois, diretto dal regista ivoriano Philippe Lacôte è stato inserito, nel 2020, nella Short-list dei nove candidati per l'Oscar al miglior film straniero.

### Produzione letteraria
In campo letterario la Costa d'Avorio presenta importanti personalità come Ahmadou Kourouma, Véronique Tadjo e Marguerite Abouet, autrice del romanzo a fumetti Aya, vincitore nel 2006 del Festival international de la bande dessinée d'Angoulême in merito al primo albo a fumetti; Malgrado la storia non sia del tutto autobiografica, la vicenda è incentrata sulla vita dell'autore in Costa d'Avorio.

## Sport

### Calcio
La Costa d'Avorio si è qualificata per la prima volta nella sua storia ai Mondiali di calcio nel 2006, nell'edizione disputata in Germania, concludendo le qualificazioni in testa al Gruppo 3 della Zona Africana, davanti al Camerun. Ai Mondiali, si è piazzata terza nel proprio gruppo, in un girone non facile, mancando così il passaggio agli ottavi di finale; precisamente, dopo aver perso di misura le prime due partite, sempre per 2-1, contro le forti nazionali di Argentina e Paesi Bassi, ha vinto per 3-2 l'ultima partita contro la Serbia e Montenegro.
Successivamente, la selezione ivoriana è riuscita a qualificarsi anche ai Mondiali del 2010 in Sudafrica, vincendo il proprio gruppo di qualificazione. Anche stavolta la Costa d'Avorio ha trovato un girone non facile, finendo insieme con Brasile, Portogallo e Corea del Nord: e di nuovo è arrivata terza, pareggiando 0-0 con il Portogallo, perdendo 1-3 con il Brasile e vincendo 3-0 la Corea del Nord e dunque è stata eliminata.
Durante le qualificazioni al mondiale di Brasile 2014 chiude in testa il suo girone e avanza agli spareggi contro il Senegal che sconfigge 3-1 nella gara di andata per poi pareggiare 1-1 il ritorno. Centra così la sua terza qualificazione consecutiva alla fase finale di un mondiale di calcio. Stavolta viene inserita in un girone più abbordabile con Colombia, Grecia e Giappone. L'esordio è positivo: dopo aver chiuso in svantaggio il primo tempo sconfigge per 2-1 la nazionale giapponese ottenendo per la prima volta una vittoria all'esordio. Nella seconda giornata contro la più quotata Colombia viene sconfitta di misura per 2-1, restando tuttavia al secondo posto del girone. Un pareggio contro la Grecia le permetterebbe la prima storica qualificazione agli ottavi di finale. Dopo essere passata in svantaggio nel primo tempo, pareggia nel secondo, ma un rigore concesso ai greci al minuto 93 e trasformato da Samaras li condanna per la terza volta consecutiva all'eliminazione al primo turno.
Ha vinto la Coppa d'Africa 2015 battendo in finale il Ghana dopo i calci di rigore e l'edizione 2023 battendo in finale la Nigeria.

### Giochi olimpici
La prima medaglia olimpica fu la medaglia d'argento vinta nell'atletica leggera (400m piani uomini) da Gabriel Tiacoh, ai Giochi olimpici di Los Angeles 1984. La prima medaglia d'oro olimpica per la Costa d'Avorio è stata vinta nel taekwondo da Cheick Sallah Cissé, ai Giochi olimpici di Rio 2016.

### Atletica leggera
Nell'atletica leggera possiamo ricordare,tra gli altri, Murielle Ahouré, campionessa mondiale indoor, nei 60 metri piani, a Birmingham 2018.

### Rugby
La nazionale ivoriana, nota come Les Éléphants, è nata nel 1990 e il miglior risultato l'ha raggiunto partecipando alla Coppa del Mondo 1995 in Sudafrica fermandosi alla fase a gironi. È stata la terza nazionale africana a partecipare ad un mondiale dopo Sudafrica e Zimbabwe.

## Tradizioni
La Costa d'Avorio riunisce una sessantina di etnie (malinké, senoufo, lobi, dan, krou, baoulé,...) e ognuna di esse possiede ricche usanze e molteplici riti iniziatici. Sul piano artistico, queste etnie, in particolare i dan e i baoulé, hanno prodotto maschere e statue di rara bellezza, che oggi figurano tra le opere più quotate sul mercato artistico africano. A parte i malinké e i dioula, convertiti all'islamismo, la maggior parte delle etnie sono animiste, ossia venerano un dio unico presente in modo diffuso nell'insieme dell'universo. Anche i culti si basano su una serie di intermediari di natura concreta, come geni, antenati, divinità secondarie, al fine di captare le influenze benefiche e di tenere lontane le potenze maligne. Le cerimonie iniziatiche e le feste rituali sono costellate di danze al suono di tam tam, flauti e zucche utilizzate come strumenti: ne sono esempi i riti di Poro, dell'etnia sénoufo, o la danza dei trampolieri, nel paese di Yacouba. Le feste tradizionali possono essere legate ai raccolti (festa dell'igname), all'iniziazione a una nuova fascia d'età, a occasioni come funerali, eccetera. Ogni etnia possiede le sue tradizioni e per questo le feste hanno un calendario molto variabile.
Per quanto riguarda i costumi, i villaggi della savana presentano un'organizzazione sociale molto rigida. Ogni individuo ha il suo posto all'interno di una serie di legami familiari e dello spirito di clan. All'interno di queste gruppi, la solidarietà tra i membri, la sottomissione al capo e il rispetto dei tabù sono regole assolute. Per tale motivo un visitatore non può entrare in un villaggio e ancor meno in una casa, senza essere stato invitato dal capo villaggio, con il quale avrà preso contatto in precedenza, attraverso la mediazione di una guida.

## Ricorrenza nazionale
- 7 agosto: Fête Nationale: si celebra l'indipendenza dalla Francia, nel 1960